# Associazione Calcio Milan 2014-2015
Questa voce raccoglie le informazioni riguardanti l'Associazione Calcio Milan nelle competizioni ufficiali della stagione 2014-2015.

## Stagione

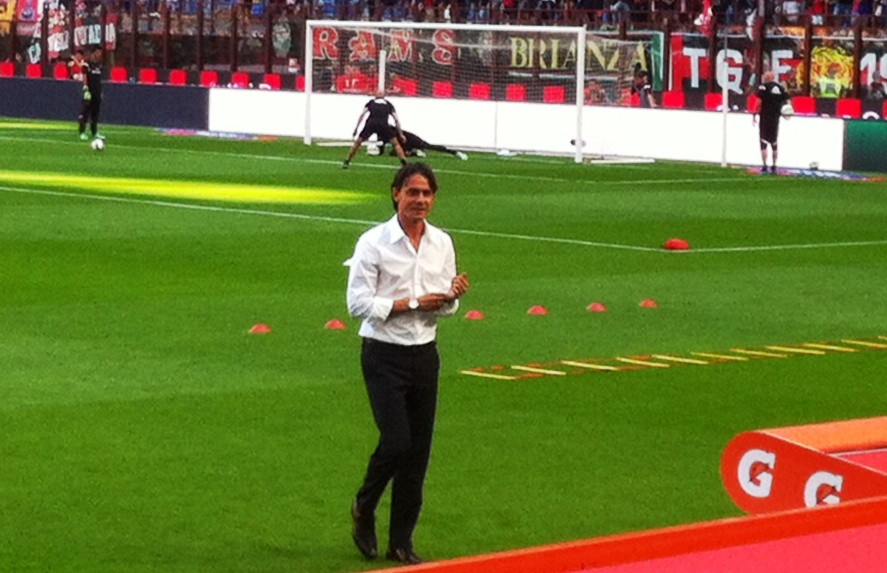
Filippo Inzaghi, nuovo allenatore del Milan, nel giorno dell'esordio in panchina contro la Lazio

Il Milan, per la stagione 2014-2015, affida la panchina a Filippo Inzaghi: Clarence Seedorf è dunque esonerato. L'ex calciatore rossonero dal 2001 al 2012 accetta questo incarico dopo aver già allenato nella stagione 2012-2013 gli Allievi Nazionali e nella stagione 2013-2014 la Primavera del Milan, vincendo con quest'ultima la sessantaseiesima edizione del Torneo di Viareggio. Al suo fianco, nel ruolo di allenatore in seconda, viene riconfermato lo storico vice Mauro Tassotti, al suo trentacinquesimo raduno rossonero tra giocatore prima e tecnico poi. Nello staff di Inzaghi ritorna dopo due anni il preparatore atletico Daniele Tognaccini (ex responsabile dell'area sportiva di MilanLab), mentre saluta l'allenatore dei portieri Valerio Fiori, che lascia il suo posto in prima squadra ad Alfredo Magni ed entra a far parte dello staff degli Allievi Nazionali rossoneri.
Il mercato estivo si limita a colpi a parametro zero e prestiti. Tra i principali vi sono quello del portiere madridista Diego López, dei difensori Alex e Pablo Armero del centrocampista Marco van Ginkel e degli attaccanti Jérémy Ménez e Fernando Torres. Viene inoltre acquistato il centrocampista atalantino Giacomo Bonaventura. Tra le cessioni e le partenze per fine prestito sono da segnalare quelle di Balotelli, Kaká, Coppola, Amelia, Gabriel, Constant, Emanuelson, Robinho e Taarabt. La presentazione della squadra è avvenuta il 10 luglio 2014 a Casa Milan, nuova sede della società rossonera che ha sostituito in tale ruolo lo storico palazzo di via Filippo Turati 3, sede del Milan dal 1966.

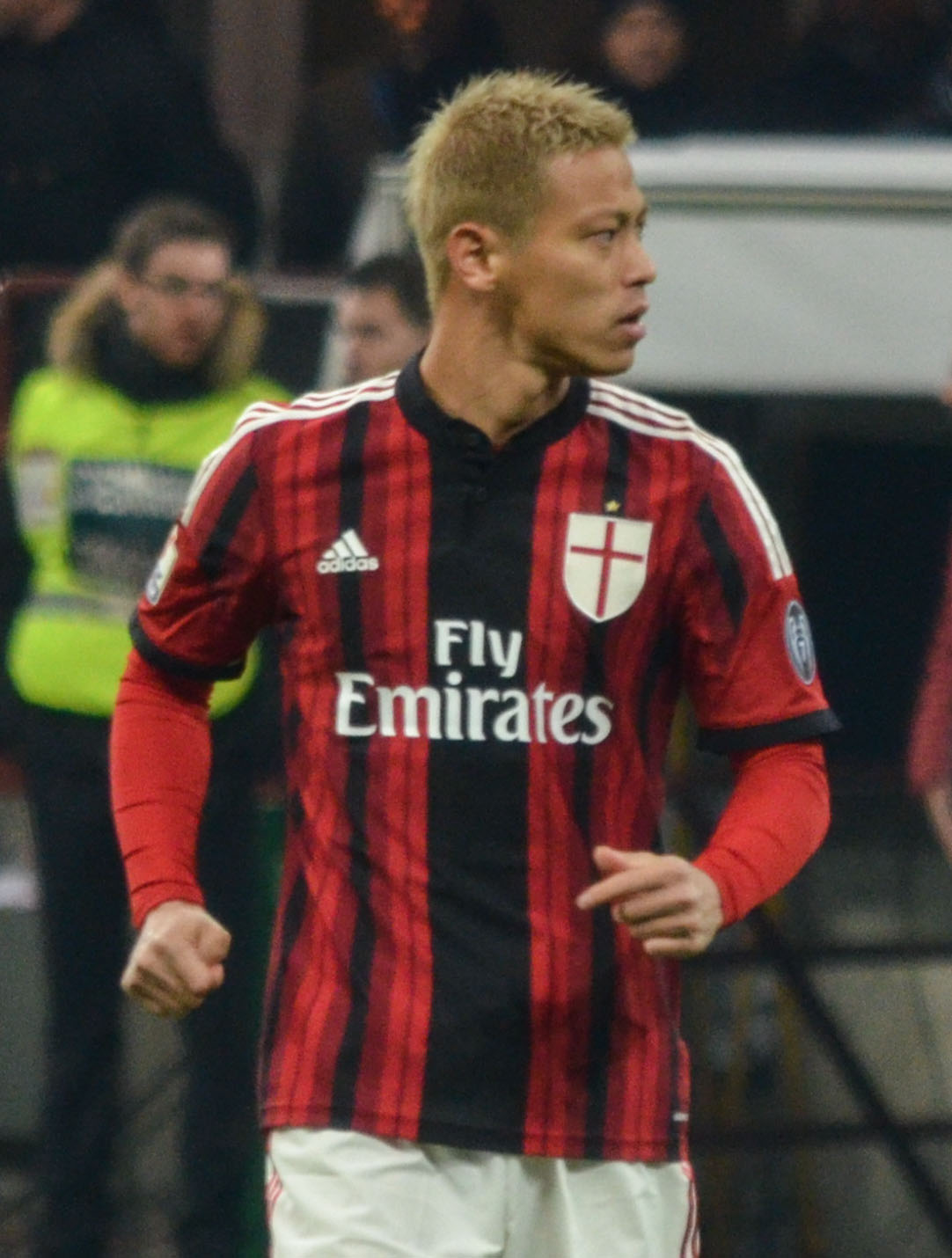
Keisuke Honda con la maglia del Milan nel 2015

La squadra milanese, per la prima volta dalla stagione 1998-99, non partecipa a nessuna competizione europea, dopo l'ottavo posto della stagione precedente, mentre è in corsa per il titolo di campione d'Italia per l'ottantunesima volta nella sua storia. Il club inizia il campionato con 8 risultati utili nelle prime 10 gare, ma, complici molti pareggi, chiude l'anno solare al settimo posto dopo aver pareggiato il derby e aver perso lo scontro con la capolista Juventus. Nella prima giornata di campionato i rossoneri battono 3-1 la Lazio a San Siro, grazie alle reti di Honda, Muntari e Ménez. La squadra rossonera ha un cammino regolare e si mantiene nella parte medio-alta della classifica fino alla sosta natalizia. Degne di nota le vittorie in trasferta per 5-4 e per 3-1 a Parma e Verona, la vittoria casalinga per 2-0 contro il Napoli e il pareggio per 0-0 allo Stadio Olimpico di Roma contro i giallorossi ottenuto giocando in dieci nei 20 minuti finali.
Alla ripresa del campionato il Milan incappa in un grave periodo di crisi in cui raccoglie un solo punto in quattro partite. In particolare il 2015 comincia con due sconfitte in campionato contro Sassuolo (a sua volta battuto negli ottavi di Coppa Italia) e Atalanta a San Siro. Nonostante i risultati negativi (girone d'andata concluso a 26 punti), la società conferma la fiducia nel tecnico Pippo Inzaghi. Il 27 gennaio viene anche eliminato dalla Coppa Italia perdendo 1-0 in casa contro la Lazio.

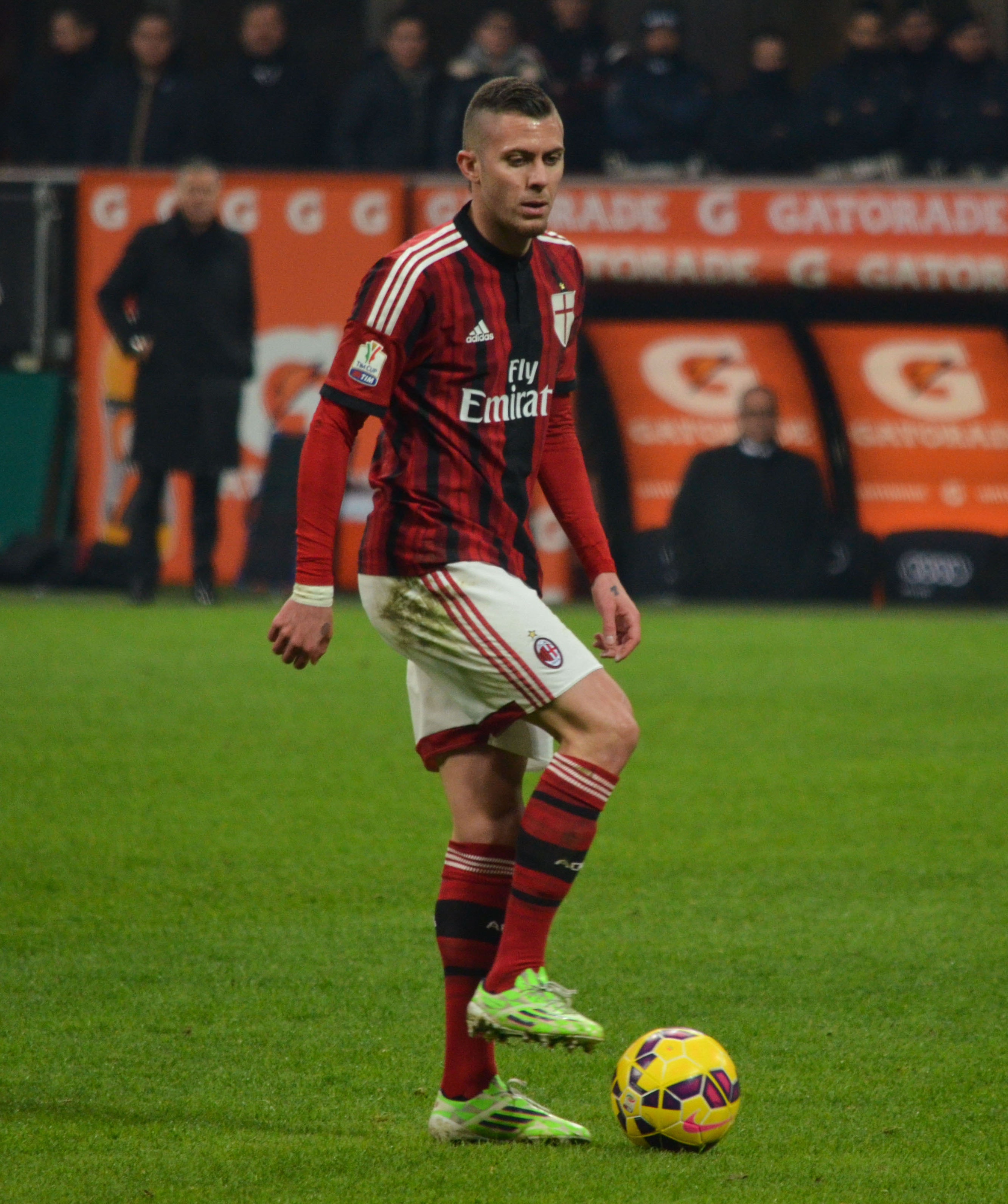
Jérémy Ménez con la maglia del Milan nel 2015 firma 16 gol in campionato.

La sessione di mercato invernale è molto attiva. Si comincia subito con lo scambio di prestiti per 18 mesi Torres-Alessio Cerci con l'Atletico Madrid; inoltre vengono ceduti, sempre in prestito, Saponara e Niang, mentre vengono acquistati, negli ultimi giorni del mercato, lo spagnolo Suso e gli italiani Salvatore Bocchetti, Mattia Destro e Luca Antonelli, oltre all'italo-argentino Gabriel Paletta. Nonostante ciò, la squadra fatica a trovare i risultati (dall'ottava alla ventitreesima giornata, vengono conquistate solo tre vittorie, peraltro in casa, contro Udinese, Cagliari e Parma).
Il 30 maggio i rossoneri chiudono la stagione vincendo 3-1 allo Stadio Atleti Azzurri d'Italia di Bergamo contro l'Atalanta ma finiscono il campionato al 10º posto in classifica con 52 punti (5 in meno della stagione precedente) con un bilancio di 13 vittorie, 13 pareggi e 12 sconfitte, restando per il secondo anno consecutivo fuori dalle competizioni europee, come nel biennio 1996-1998, insieme all'Inter, che chiude ottava con 55 punti (anche in questo caso cinque in meno della stagione precedente). Per la prima volta dopo sessanta anni (ovvero dalla istituzione delle coppe europee moderne), proprio nell'anno in cui la finale di Champions League è in programma a Milano, le squadre milanesi rimangono fuori contemporaneamente dalle competizioni europee. I rossoneri sono anche costretti a dover partire dal terzo turno preliminare della Coppa Italia 2015-2016. Andrea Poli è il calciatore con il maggior numero di presenze in stagione (35) mentre Jérémy Ménez chiude con il maggior numero di reti segnate (16).

## Divise e sponsor
Lo sponsor tecnico per la stagione 2014-2015 è Adidas, mentre lo sponsor ufficiale è Fly Emirates. La prima maglia, rossonera a bande verticali larghe con diverse sfumature di colore, accantona per quest'annata lo stemma ufficiale adottato dal 1998, presente invece sulla terza maglia. Al suo posto ritorna dopo l'ultima apparizione relativa al centenario del club la Croce di San Giorgio, con un leggero richiamo al logo attualmente in uso. A completare la prima divisa, classici pantaloncini bianchi e calzettoni rossoneri. La seconda divisa, che presenta sul petto il logo della nuova sede milanista Casa Milan, è completamente bianca con un paio di strisce orizzontali rossonere all'altezza della pancia. La terza maglia, abbinata a pantaloncini verdi e calzettoni bianchi, è di colore giallo per richiamare la bandiera del Brasile, paese ospitante del Campionato mondiale di calcio 2014.
Eccezionalmente, in occasione delle gare della 35ª e 37ª giornata del campionato di Serie A in casa contro Roma e Torino, il Milan scende in campo con la divisa casalinga della stagione 2015-2016; lo stesso avviene per l'uniforme riservata ai portieri.
| Casa | Casa (35ª e 37ª Serie A) | Trasferta | Terza divisa | 1ª Portiere | 1ª div. portiere (35ª e 37ª Serie A) | 2ª Portiere | 3ª Portiere |

## Organigramma societario
Dal sito internet ufficiale della società.
Consiglio di amministrazione
- Presidente: carica vacante[1]
- Presidente onorario: Silvio Berlusconi
- Vice presidente vicario e amministratore delegato per l'attività tecnico-sportiva: Adriano Galliani
- Vice presidente e amministratore delegato per le funzioni/direzioni aziendali non relative all'attività tecnico-sportiva: Barbara Berlusconi
- Vice presidente: Paolo Berlusconi
- Consiglieri: Pasquale Cannatelli, Leandro Cantamessa, Alfonso Cefaliello, Giancarlo Foscale, Antonio Marchesi
- Consigliere incaricato al controllo: Leonardo Brivio
- Segretario del C.d.A.: Rolando Vitrò

Collegio sindacale
- Presidente: Francesco Vittadini
- Sindaci effettivi: Achille Frattini, Francesco Antonio Giampaolo
- Sindaci supplenti: Claudio Diamante, Giancarlo Povoleri

Organismo di vigilanza e controllo
- Presidenti: Giovanni Puerari, Katia Aondio, Giacomo Cardani

Società di revisione
- Reconta Ernst&Young;

Area direzione sportiva
- Direttore sportivo: Rocco Maiorino
- Direttore organizzazione sportiva: Umberto Gandini
- Responsabile tecnico settore giovanile: Filippo Galli
- Responsabile coordinamento operativo settore giovanile: Antonella Costa
- Responsabile comunicazione sportiva: Giuseppe Sapienza
- Team manager: Vittorio Mentana
- Segreteria tecnica: Virna Bonfanti, Gaia Canevari, Cristina Moschetta

Area direzione generale
- Direttore generale operations & progetti speciali: Elisabetta Ubertini
- Direttore development & operatività stadio: Alfonso Cefaliello
- Direttore commerciale: Jaap Kalma
- Direttore comunicazione istituzionale: Massimo Zennaro
- Direttore facility & servizi generali: Gabriele Milani
- Responsabile sicurezza: Filippo Ferri
- Responsabile operatività stadio: Daniela Gozzi
- Responsabile sponsorizzazione e vendite: Mauro Tavola

Area tecnica
- Allenatore: Filippo Inzaghi
- Vice allenatore: Mauro Tassotti
- Allenatore dei portieri: Alfredo Magni
- Collaboratori tecnici: Andrea Maldera, Nicola Matteucci, Giovanni Vio
- Preparatori atletici: Daniele Tognaccini, Bruno Dominici
- Metodologo-osservatore: Fulvio Fiorin
- Responsabile sanitario: Rodolfo Tavana
- Medici sociali: Armando Gozzini, Stefano Mazzoni
- Chiropratico: Carlo Stefano Arata
- Fisioterapisti: Marco Cattaneo, Roberto Morosi, Marco Paesanti
- Massaggiatori: Roberto Boerci, Endo Tomonori

## Rosa
Dal sito internet ufficiale della società.
| N. |                     | Ruolo | Calciatore                    |
| -- | ------------------- | ----- | ----------------------------- |
| 1  | Italia (bandiera)   | P     | Michael Agazzi                |
| 2  | Italia (bandiera)   | D     | Mattia De Sciglio             |
| 4  | Ghana (bandiera)    | C     | Sulley Muntari                |
| 5  | Francia (bandiera)  | D     | Philippe Mexès                |
| 7  | Francia (bandiera)  | A     | Jérémy Ménez                  |
| 8  | Italia (bandiera)   | C     | Riccardo Saponara             |
| 8  | Spagna (bandiera)   | C     | Suso                          |
| 9  | Spagna (bandiera)   | A     | Fernando Torres               |
| 9  | Italia (bandiera)   | A     | Mattia Destro                 |
| 10 | Giappone (bandiera) | C     | Keisuke Honda                 |
| 11 | Italia (bandiera)   | A     | Giampaolo Pazzini             |
| 13 | Francia (bandiera)  | D     | Adil Rami                     |
| 14 | Italia (bandiera)   | D     | Michelangelo Albertazzi       |
| 15 | Ghana (bandiera)    | C     | Michael Essien                |
| 16 | Italia (bandiera)   | C     | Andrea Poli                   |
| 17 | Colombia (bandiera) | D     | Cristián Zapata               |
| 18 | Italia (bandiera)   | C     | Riccardo Montolivo (capitano) |
| 19 | Francia (bandiera)  | A     | M'Baye Niang                  |
| 19 | Italia (bandiera)   | D     | Salvatore Bocchetti           |
| 20 | Italia (bandiera)   | D     | Ignazio Abate                 |

| N. |                        | Ruolo | Calciatore                        |
| -- | ---------------------- | ----- | --------------------------------- |
| 21 | Paesi Bassi (bandiera) | C     | Marco van Ginkel                  |
| 22 | Italia (bandiera)      | A     | Alessio Cerci                     |
| 23 | Spagna (bandiera)      | P     | Diego López                       |
| 25 | Italia (bandiera)      | D     | Daniele Bonera                    |
| 27 | Colombia (bandiera)    | D     | Pablo Armero                      |
| 28 | Italia (bandiera)      | C     | Giacomo Bonaventura               |
| 29 | Italia (bandiera)      | D     | Gabriel Paletta                   |
| 31 | Italia (bandiera)      | D     | Luca Antonelli                    |
| 32 | Italia (bandiera)      | P     | Christian Abbiati (vice capitano) |
| 33 | Brasile (bandiera)     | D     | Alex                              |
| 34 | Paesi Bassi (bandiera) | C     | Nigel de Jong                     |
| 35 | Italia (bandiera)      | A     | Davide Di Molfetta                |
| 36 | Italia (bandiera)      | C     | Alessandro Mastalli               |
| 37 | Italia (bandiera)      | D     | Gian Filippo Felicioli            |
| 81 | Italia (bandiera)      | D     | Cristian Zaccardo                 |
| 92 | Italia (bandiera)      | A     | Stephan El Shaarawy               |
| 96 | Italia (bandiera)      | D     | Davide Calabria                   |
| 98 | Marocco (bandiera)     | A     | Hachim Mastour                    |
| 99 | Italia (bandiera)      | P     | Gianluigi Donnarumma              |

## Calciomercato

### Sessione estiva(dal 1/7 al 1/9)
Il Milan si presenta al raduno del 9 luglio 2014 con tre nuovi innesti, tutti a parametro zero: dal Chievo il portiere Michael Agazzi e dal Paris Saint-Germain il difensore brasiliano Alex e l'attaccante francese Jérémy Ménez. In entrata si registra anche il riscatto del cartellino di Adil Rami dal Valencia, al costo di 4,25 milioni di euro. Lasciano invece la squadra rossonera i portieri Marco Amelia e Ferdinando Coppola (il primo a fine contratto, il secondo ceduto a titolo definitivo al Bologna); il difensore argentino Matías Silvestre, che torna all'Inter per fine prestito; i centrocampisti Valter Birsa al Chievo a titolo temporaneo e l'olandese Urby Emanuelson alla Roma da svincolato; gli attaccanti Kaká, che rescinde consensualmente il proprio contratto con il Milan per trasferirsi al San Paolo prima e all'Orlando City poi, e il marocchino Adel Taarabt, nuovamente di proprietà del Queens Park Rangers dopo l'esperienza semestrale con la società milanese. Il 16 luglio seguente viene mandato in prestito con diritto di riscatto e contro-riscatto al Latina Andrea Petagna, mentre il 5 agosto saluta i rossoneri il terzino Kévin Constant, che si trasferisce al Trabzonspor a titolo definitivo per 2,5 milioni di euro.
Il 7 agosto, inoltre, il Milan cede in prestito annuale il brasiliano Robinho al Santos e il 13 dello stesso mese ufficializza altre due operazioni: diventano calciatori milanisti il portiere spagnolo Diego López dal Real Madrid e l'esterno colombiano Pablo Armero in prestito oneroso dall'Udinese. Nell'ultima settimana di mercato il club meneghino vende Mario Balotelli al Liverpool per 20 milioni di euro, il portiere brasiliano Gabriel in prestito al Carpi e il giovane centrocampista Bryan Cristante al Benfica (6 milioni di euro nelle casse rossonere) e acquista Fernando Torres e l'olandese Marco van Ginkel dal Chelsea (il primo in prestito biennale, il secondo in prestito secco) e il centrocampista Giacomo Bonaventura dall'Atalanta, pagato 7 milioni di euro.
Complice anche la decisione del Consiglio federale della FIGC di abolire le compartecipazioni, il Milan riscatta l'intero cartellino di Riccardo Saponara dal Parma per 1 milione di euro, di Andrea Poli dalla Sampdoria per 2,5 milioni di euro più l'altra metà di Bartosz Salamon, e infine di Michelangelo Albertazzi dal Verona (costo dell'operazione 550000 €). Sul fronte cessioni, da sottolineare il riscatto da parte del ChievoVerona dell'attaccante Alberto Paloschi per 3 milioni di euro.
| Acquisti         | Acquisti                | Acquisti       | Acquisti                                    |
| R.               | Nome                    | da             | Modalità                                    |
| ---------------- | ----------------------- | -------------- | ------------------------------------------- |
| P                | Michael Agazzi          | -              | svincolato                                  |
| P                | Diego López             | Real Madrid    | definitivo (0 €)                            |
| D                | Michelangelo Albertazzi | Verona         | riscatto compartecipazione (0,55 milioni €) |
| D                | Alex                    | -              | svincolato                                  |
| D                | Pablo Armero            | Udinese        | prestito oneroso (0,5 milioni €)            |
| C                | Giacomo Bonaventura     | Atalanta       | definitivo (7 milioni €)                    |
| C                | Marco van Ginkel        | Chelsea        | prestito                                    |
| A                | Jérémy Ménez            | -              | svincolato                                  |
| A                | M'Baye Niang            | Montpellier    | fine prestito                               |
| A                | Fernando Torres         | Chelsea        | prestito biennale                           |
| Altre operazioni |                         |                |                                             |
| R.               | Nome                    | da             | Modalità                                    |
| P                | Edoardo Pazzagli        | Ascoli         | fine prestito                               |
| D                | Mattia Desole           | Chiasso        | fine prestito                               |
| D                | Rodrigo Ely             | Varese         | fine prestito                               |
| D                | Johad Ferretti          | Benevento      | fine prestito                               |
| D                | Adil Rami               | Valencia       | riscatto cartellino (4,25 milioni €)        |
| D                | Marco Speranza          | Pisa           | fine prestito                               |
| D                | Jherson Vergara         | Parma          | fine prestito                               |
| D                | Dídac Vilà              | Real Betis     | fine prestito                               |
| C                | Simone Amelotti         | Pro Sesto      | fine prestito                               |
| C                | Marco Bortoli           | Bassano Virtus | fine prestito                               |
| C                | Attila Filkor           | Châteauroux    | fine prestito                               |
| C                | Marco Fossati           | Bari           | fine prestito                               |
| C                | Edmund Hottor           | Nocerina       | fine prestito                               |
| C                | Alessio Innocenti       | Barletta       | fine prestito                               |
| C                | Antonio Nocerino        | West Ham Utd   | fine prestito                               |
| C                | Pontons Paz             | Teramo         | fine prestito                               |
| C                | Pelé                    | Olhanense      | fine prestito                               |
| C                | Andrea Poli             | Sampdoria      | riscatto compartecipazione (2,5 milioni €)  |
| C                | Luca Santonocito        | Monza          | fine prestito                               |
| C                | Riccardo Saponara       | Parma          | riscatto compartecipazione (1 milione €)    |
| C                | Bakaye Traoré           | K. Erciyesspor | fine prestito                               |
| C                | Mattia Valoti           | AlbinoLeffe    | fine prestito                               |
| A                | Giacomo Beretta         | Lecce          | fine prestito                               |
| A                | Kingsley Boateng        | Catania        | fine prestito                               |
| A                | Matteo Chinellato       | Cosenza        | fine prestito                               |
| A                | Gianmario Comi          | Novara         | fine prestito                               |
| A                | Marco Gaeta             | Teramo         | fine prestito                               |
| A                | Simone Andrea Ganz      | Barletta       | fine prestito                               |
| A                | Ezekiel Henty           | Perugia        | fine prestito                               |
| A                | Alessandro Matri        | Fiorentina     | fine prestito                               |
| A                | Nnamdi Oduamadi         | Varese         | fine prestito                               |
| A                | Gianmarco Zigoni        | Lecce          | fine prestito                               |

| Cessioni         | Cessioni            | Cessioni            | Cessioni                                           |
| R.               | Nome                | a                   | Modalità                                           |
| ---------------- | ------------------- | ------------------- | -------------------------------------------------- |
| P                | Marco Amelia        |                     | fine contratto                                     |
| P                | Ferdinando Coppola  | Bologna             | definitivo (0 €)                                   |
| P                | Gabriel             | Carpi               | prestito                                           |
| D                | Kévin Constant      | Trabzonspor         | definitivo (2,5 milioni €)                         |
| D                | Matías Silvestre    | Inter               | fine prestito                                      |
| C                | Valter Birsa        | Chievo              | prestito                                           |
| C                | Bryan Cristante     | Benfica             | definitivo (6 milioni €)                           |
| C                | Urby Emanuelson     |                     | fine contratto                                     |
| C                | Adel Taarabt        | QPR                 | fine prestito                                      |
| A                | Mario Balotelli     | Liverpool           | definitivo (20 milioni €)                          |
| A                | Kaká                |                     | rescissione contratto                              |
| A                | Andrea Petagna      | Latina              | prestito con diritto di riscatto e contro-riscatto |
| A                | Robinho             | Santos              | prestito                                           |
| Altre operazioni |                     |                     |                                                    |
| R.               | Nome                | a                   | Modalità                                           |
| P                | Davide Narduzzo     | Teramo              | rinnovo prestito                                   |
| P                | Edoardo Pazzagli    | Pistoiese           | prestito                                           |
| P                | Filippo Perucchini  | Lecce               | risoluzione compartecipazione                      |
| P                | Riccardo Piscitelli | Benevento           | risoluzione compartecipazione                      |
| D                | Mattia Desole       | Rapperswil-Jona     | definitivo (0 €)                                   |
| D                | Marcus Diniz        | Lecce               | rinnovo prestito                                   |
| D                | Rodrigo Ely         | Avellino            | definitivo                                         |
| D                | Johad Ferretti      | SPAL                | prestito                                           |
| D                | Bartosz Salamon     | Sampdoria           | risoluzione compartecipazione (0 €)                |
| D                | Marco Speranza      | Savona              | definitivo (0 €)                                   |
| D                | Jherson Vergara     | Avellino            | prestito                                           |
| D                | Dídac Vilà          | Eibar               | prestito                                           |
| C                | Simone Amelotti     |                     | fine contratto                                     |
| C                | Luca Bertoni        | Carpi               | risoluzione compartecipazione                      |
| C                | Marco Bortoli       | Messina             | prestito                                           |
| C                | Cristian Daminuță   | Viitorul Costanza   | rinnovo prestito                                   |
| C                | Attila Filkor       | Avellino            | prestito                                           |
| C                | Marco Fossati       | Perugia             | prestito                                           |
| C                | Edmund Hottor       | Venezia             | prestito                                           |
| C                | Alessio Innocenti   | Gorica              | prestito                                           |
| C                | Filippo Lora        | Cittadella          | risoluzione compartecipazione                      |
| C                | Antonio Nocerino    | Torino              | prestito                                           |
| C                | Pontons Paz         | Sampdoria           | definitivo (0 €)                                   |
| C                | Pelé                | Belenenses          | prestito                                           |
| C                | Luca Santonocito    |                     | fine contratto                                     |
| C                | Bakaye Traoré       | Bursaspor           | definitivo (0 €)                                   |
| C                | Mattia Valoti       | AlbinoLeffe         | risoluzione compartecipazione                      |
| A                | Giacomo Beretta     | Pro Vercelli        | prestito                                           |
| A                | Kingsley Boateng    | NAC Breda           | definitivo (0 €)                                   |
| A                | Matteo Chinellato   | Südtirol-Alto Adige | prestito biennale con diritto di riscatto          |
| A                | Gianmario Comi      | Avellino            | prestito                                           |
| A                | Simone Andrea Ganz  | Como                | definitivo                                         |
| A                | Ezekiel Henty       | Gorica              | prestito                                           |
| A                | Alessandro Matri    | Genoa               | prestito                                           |
| A                | Nnamdi Oduamadi     | Crotone             | prestito                                           |
| A                | Alberto Paloschi    | Chievo              | risoluzione compartecipazione (3 milioni €)        |
| A                | Gianmarco Zigoni    | Monza               | prestito                                           |

### Sessione invernale(dal 5 gennaio al 2 febbraio)
| Acquisti         | Acquisti            | Acquisti        | Acquisti                                                 |
| R.               | Nome                | da              | Modalità                                                 |
| ---------------- | ------------------- | --------------- | -------------------------------------------------------- |
| D                | Luca Antonelli      | Genoa           | prestito con obbligo di riscatto                         |
| D                | Salvatore Bocchetti | Spartak Mosca   | prestito                                                 |
| D                | Gabriel Paletta     | Parma           | definitivo                                               |
| C                | Suso                | Liverpool       | definitivo (1,3 milioni €)                               |
| A                | Alessio Cerci       | Atlético Madrid | prestito (18 mesi)                                       |
| A                | Mattia Destro       | Roma            | prestito oneroso (0,5 milioni €) con diritto di riscatto |
| Altre operazioni |                     |                 |                                                          |
| R.               | Nome                | da              | Modalità                                                 |
| D                | Johad Ferretti      | SPAL            | risoluzione prestito                                     |
| C                | Favour Aniekan      | Dainava Alytus  | risoluzione prestito                                     |
| C                | Antonio Nocerino    | Torino          | risoluzione prestito                                     |
| A                | Kingsley Boateng    | NAC Breda       | definitivo                                               |
| A                | Ezekiel Henty       | Gorica          | risoluzione prestito                                     |
| A                | Alessandro Matri    | Genoa           | risoluzione prestito                                     |
| A                | Nnamdi Oduamadi     | Crotone         | risoluzione prestito                                     |
| A                | Andrea Petagna      | Latina          | risoluzione prestito                                     |
| A                | Fernando Torres     | Chelsea         | riscatto cartellino                                      |
| A                | Gianmarco Zigoni    | Monza           | risoluzione prestito                                     |

| Cessioni         | Cessioni          | Cessioni        | Cessioni                                                 |
| R.               | Nome              | a               | Modalità                                                 |
| ---------------- | ----------------- | --------------- | -------------------------------------------------------- |
| C                | Riccardo Saponara | Empoli          | prestito oneroso (0,5 milioni €) con diritto di riscatto |
| A                | M'Baye Niang      | Genoa           | prestito                                                 |
| A                | Fernando Torres   | Atlético Madrid | prestito (18 mesi)                                       |
| Altre operazioni |                   |                 |                                                          |
| R.               | Nome              | a               | Modalità                                                 |
| D                | Johad Ferretti    | Matera          | prestito                                                 |
| C                | Favour Aniekan    | Krka            | prestito                                                 |
| C                | Antonio Nocerino  | Parma           | prestito                                                 |
| A                | Kingsley Boateng  | Bari            | definitivo                                               |
| A                | Ezekiel Henty     | Olimpia Lubiana | prestito                                                 |
| A                | Alessandro Matri  | Juventus        | prestito                                                 |
| A                | Nnamdi Oduamadi   | Latina          | prestito                                                 |
| A                | Andrea Petagna    | Vicenza         | prestito                                                 |
| A                | Gianmarco Zigoni  | SPAL            | prestito                                                 |

### Operazioni successive alla sessione invernale
| Acquisti | Acquisti | Acquisti | Acquisti |
| R.       | Nome     | da       | Modalità |
| -------- | -------- | -------- | -------- |

| Cessioni | Cessioni     | Cessioni | Cessioni             |
| R.       | Nome         | a        | Modalità             |
| -------- | ------------ | -------- | -------------------- |
| D        | Pablo Armero | Udinese  | risoluzione prestito |

## Risultati

### Serie A

#### Girone di andata
| Arbitro: | Tagliavento (Terni) |

|                                       |           |                 |
| Honda 7’ Muntari 56’ Ménez 64’ (rig.) | Marcatori | 67’ (aut.) Alex |

| Arbitro: | Massa (Imperia) |

|                                                            |           |                                                             |
| Cassano 27’ Felipe 51’ Lucarelli 73’ De Sciglio 89’ (aut.) | Marcatori | 25’ Bonaventura 37’ Honda 45’ (rig.), 79’ Ménez 68’ de Jong |

| Arbitro: | Rizzoli (Bologna) |

|  |           |           |
|  | Marcatori | 71’ Tévez |

| Arbitro: | Calvarese (Teramo) |

|                             |           |                      |
| Tonelli 13’ Pucciarelli 21’ | Marcatori | 43’ Torres 57’ Honda |

| Arbitro: | Guida (Torre Annunziata) |

|           |           |          |
| Succi 10’ | Marcatori | 19’ Rami |

| Arbitro: | Mazzoleni (Bergamo) |

|                       |           |  |
| Muntari 55’ Honda 78’ | Marcatori |  |

| Arbitro: | Valeri (Roma 2) |

|                |           |                                   |
| Nico López 87’ | Marcatori | 21’ (aut.) Marques 27’, 56’ Honda |

| Arbitro: | Banti (Livorno) |

|             |           |            |
| de Jong 25’ | Marcatori | 64’ Iličič |

| Arbitro: | Doveri (Roma 1) |

|            |           |                 |
| Ibarbo 24’ | Marcatori | 34’ Bonaventura |

| Arbitro: | Gervasoni (Mantova) |

|  |           |                              |
|  | Marcatori | 23’ (aut.) Zapata 26’ Dybala |

| Arbitro: | Orsato (Schio) |

|                      |           |                                 |
| Okaka 45+1’ Éder 51’ | Marcatori | 9’ El Shaarawy 65’ (rig.) Ménez |

| Arbitro: | Guida (Torre Annunziata) |

|           |           |         |
| Ménez 23’ | Marcatori | 61’ Obi |

| Arbitro: | Valeri (Roma 2) |

|                       |           |  |
| Ménez 65’ (rig.), 75’ | Marcatori |  |

| Arbitro: | Tagliavento (Terni) |

|               |           |  |
| Antonelli 32’ | Marcatori |  |

| Arbitro: | Damato (Barletta) |

|                          |           |  |
| Ménez 6’ Bonaventura 52’ | Marcatori |  |

| Roma 20 dicembre 2014, ore 20:45 CET 16ª giornata | Roma              | 0 – 0 referto | Milan | Stadio Olimpico (46 620 spett.)\| Arbitro: \| Rizzoli (Bologna) \| |
| Arbitro:                                          | Rizzoli (Bologna) |               |       |                                                                    |

| Arbitro: | Di Bello (Brindisi) |

|         |           |                      |
| Poli 9’ | Marcatori | 28’ Sansone 67’ Zaza |

| Arbitro: | Rocchi (Firenze) |

|          |           |                 |
| Glik 81’ | Marcatori | 3’ (rig.) Ménez |

| Arbitro: | Russo (Nola) |

|  |           |           |
|  | Marcatori | 33’ Denis |

#### Girone di ritorno
| Arbitro: | Mazzoleni (Bergamo) |

|                           |           |          |
| Parolo 47’, 81’ Klose 51’ | Marcatori | 4’ Ménez |

| Arbitro: | Doveri (Roma) |

|                                    |           |              |
| Ménez 17’ (rig.), 57’ Zaccardo 76’ | Marcatori | 24’ Nocerino |

| Arbitro: | Damato (Barletta) |

|                                  |           |               |
| Tévez 14’ Bonucci 31’ Morata 65’ | Marcatori | 28’ Antonelli |

| Arbitro: | Valeri (Roma) |

|            |           |               |
| Destro 40’ | Marcatori | 68’ Maccarone |

| Arbitro: | Tommasi (Bassano del Grappa) |

|                                    |           |  |
| Bonaventura 22’ Pazzini 90’ (rig.) | Marcatori |  |

| Verona 28 febbraio 2015, ore 20:45 CET 25ª giornata | Chievo            | 0 – 0 referto | Milan | Stadio Marcantonio Bentegodi (16 128 spett.)\| Arbitro: \| Damato (Barletta) \| |
| Arbitro:                                            | Damato (Barletta) |               |       |                                                                                 |

| Arbitro: | Giacomelli (Trieste) |

|                                        |           |                                  |
| Ménez 41’ (rig.) Tachtsidīs 47’ (aut.) | Marcatori | 18’ (rig.) Toni 90+5’ Nico López |

| Arbitro: | Russo (Nola) |

|                              |           |            |
| G. Rodríguez 83’ Joaquín 89’ | Marcatori | 56’ Destro |

| Arbitro: | Tagliavento (Terni) |

|                                 |           |            |
| Ménez 21’, 78’ (rig.) Mexès 49’ | Marcatori | 47’ Farias |

| Arbitro: | Doveri (Roma) |

|                   |           |                     |
| Dybala 72’ (rig.) | Marcatori | 37’ Cerci 83’ Ménez |

| Arbitro: | Rocchi (Firenze) |

|             |           |             |
| de Jong 74’ | Marcatori | 58’ Soriano |

| Milano 19 aprile 2015, ore 20:45 CEST 31ª giornata | Inter           | 0 – 0 referto | Milan | Stadio Giuseppe Meazza (74 022 spett.)\| Arbitro: \| Banti (Livorno) \| |
| Arbitro:                                           | Banti (Livorno) |               |       |                                                                         |

| Arbitro: | Damato (Barletta) |

|                    |           |             |
| Pinzi 58’ Badu 74’ | Marcatori | 88’ Pazzini |

| Arbitro: | Giacomelli (Trieste) |

|           |           |                                                   |
| Mexès 66’ | Marcatori | 36’ Bertolacci 49’ Niang 90+3’ (rig.) Iago Falque |

| Arbitro: | Mazzoleni (Bergamo) |

|                                       |           |  |
| Hamšík 70’ Higuaín 74’ Gabbiadini 76’ | Marcatori |  |

| Arbitro: | Tagliavento (Terni) |

|                           |           |                  |
| van Ginkel 40’ Destro 59’ | Marcatori | 73’ (rig.) Totti |

| Arbitro: | Guida (Torre Annunziata) |

|                       |           |                          |
| Berardi 13’, 31’, 77’ | Marcatori | 33’ Bonaventura 51’ Alex |

| Arbitro: | Valeri (Roma) |

|                                         |           |  |
| El Shaarawy 18’, 65’ Pazzini 57’ (rig.) | Marcatori |  |

| Arbitro: | Pinzani (Empoli) |

|             |           |                                         |
| Baselli 21’ | Marcatori | 36’ (rig.) Pazzini 38’, 80’ Bonaventura |

### Coppa Italia

#### Fase finale
| Arbitro: | Tommasi (Bassano del Grappa) |

|                         |           |                    |
| Pazzini 38’ de Jong 86’ | Marcatori | 64’ (rig.) Sansone |

| Arbitro: | Rocchi (Firenze) |

|  |           |                   |
|  | Marcatori | 38’ (rig.) Biglia |

## Statistiche

### Statistiche di squadra
| Competizione | Punti            | In casa | In casa | In casa | In casa | In casa | In casa | In trasferta | In trasferta | In trasferta | In trasferta | In trasferta | In trasferta | Totale | Totale | Totale | Totale | Totale | Totale | DR |
| Competizione | Punti            | G       | V       | N       | P       | Gf      | Gs      | G            | V            | N            | P            | Gf           | Gs           | G      | V      | N      | P      | Gf     | Gs     | DR |
| ------------ | ---------------- | ------- | ------- | ------- | ------- | ------- | ------- | ------------ | ------------ | ------------ | ------------ | ------------ | ------------ | ------ | ------ | ------ | ------ | ------ | ------ | -- |
| Serie A      | 52               | 19      | 9       | 5       | 5       | 30      | 19      | 19           | 4            | 8            | 7            | 26           | 31           | 38     | 13     | 13     | 12     | 56     | 50     | +6 |
| Coppa Italia | quarti di finale | 2       | 1       | 0       | 1       | 2       | 2       | 0            | 0            | 0            | 0            | 0            | 0            | 2      | 1      | 0      | 1      | 2      | 2      | 0  |
| Totale       | -                | 21      | 10      | 5       | 6       | 32      | 21      | 19           | 4            | 8            | 7            | 26           | 31           | 40     | 14     | 13     | 13     | 58     | 52     | +6 |

### Andamento in campionato
| Giornata  | 1 | 2 | 3 | 4 | 5 | 6 | 7 | 8 | 9 | 10 | 11 | 12 | 13 | 14 | 15 | 16 | 17 | 18 | 19 | 20 | 21 | 22 | 23 | 24 | 25 | 26 | 27 | 28 | 29 | 30 | 31 | 32 | 33 | 34 | 35 | 36 | 37 | 38 |
| --------- | - | - | - | - | - | - | - | - | - | -- | -- | -- | -- | -- | -- | -- | -- | -- | -- | -- | -- | -- | -- | -- | -- | -- | -- | -- | -- | -- | -- | -- | -- | -- | -- | -- | -- | -- |
| Luogo     | C | T | C | T | T | C | T | C | T | C  | T  | C  | C  | T  | C  | T  | C  | T  | C  | T  | C  | T  | C  | C  | T  | C  | T  | C  | T  | C  | T  | T  | C  | T  | C  | T  | C  | T  |
| Risultato | V | V | P | N | N | V | V | N | N | P  | N  | N  | V  | P  | V  | N  | P  | N  | P  | P  | V  | P  | N  | V  | N  | N  | P  | V  | V  | N  | N  | P  | P  | P  | V  | P  | V  | V  |
| Posizione | 1 | 1 | 4 | 7 | 6 | 5 | 4 | 6 | 4 | 7  | 7  | 7  | 6  | 7  | 6  | 7  | 7  | 8  | 8  | 11 | 8  | 11 | 11 | 9  | 10 | 10 | 10 | 8  | 8  | 9  | 9  | 10 | 10 | 11 | 10 | 11 | 10 | 10 |

Fonte:  Serie A – Classifiche, su sport.sky.it, Sky Sport. URL consultato il 18 agosto 2015 (archiviato dall'url originale il 4 marzo 2016).
Legenda:

Luogo: C = Casa; T = Trasferta. Risultato: V = Vittoria; N = Pareggio; P = Sconfitta.

### Statistiche dei giocatori
Sono in corsivo i calciatori che hanno lasciato la società a stagione in corso.
| Giocatore      | Serie A  | Serie A | Serie A     | Serie A    | Coppa Italia | Coppa Italia | Coppa Italia | Coppa Italia | Totale   | Totale | Totale      | Totale     |
| Giocatore      | Presenze | Reti    | Ammonizioni | Espulsioni | Presenze     | Reti         | Ammonizioni  | Espulsioni   | Presenze | Reti   | Ammonizioni | Espulsioni |
| -------------- | -------- | ------- | ----------- | ---------- | ------------ | ------------ | ------------ | ------------ | -------- | ------ | ----------- | ---------- |
| I. Abate       | 23       | 0       | 5           | 0          | 2            | 0            | 0            | 0            | 25       | 0      | 5           | 0          |
| C. Abbiati     | 11       | -8      | 0           | 0          | 2            | -2           | 0            | 0            | 13       | -10    | 0           | 0          |
| M. Agazzi      | 0        | -0      | 0           | 0          | 0            | -0           | 0            | 0            | 0        | -0     | 0           | 0          |
| M. Albertazzi  | 0        | 0       | 0           | 0          | 1            | 0            | 0            | 0            | 1        | 0      | 0           | 0          |
| Alex           | 21       | 1       | 3           | 0          | 2            | 0            | 0            | 0            | 23       | 1      | 3           | 0          |
| L. Antonelli   | 12       | 1       | 2           | 0          | -            | -            | -            | -            | 12       | 1      | 2           | 0          |
| P. Armero      | 8        | 0       | 1           | 1          | 0            | 0            | 0            | 0            | 8        | 0      | 1           | 1          |
| S. Bocchetti   | 9        | 0       | 1           | 0          | -            | -            | -            | -            | 9        | 0      | 1           | 0          |
| G. Bonaventura | 33       | 7       | 3           | 1          | 1            | 0            | 0            | 0            | 34       | 7      | 3           | 1          |
| D. Bonera      | 16       | 0       | 2           | 2          | 1            | 0            | 0            | 0            | 17       | 0      | 2           | 2          |
| D. Calabria    | 1        | 0       | 0           | 0          | -            | -            | -            | -            | 1        | 0      | 0           | 0          |
| A. Cerci       | 16       | 1       | 0           | 0          | 2            | 0            | 0            | 0            | 18       | 1      | 0           | 0          |
| N. de Jong     | 29       | 3       | 11          | 0          | 1            | 1            | 1            | 0            | 30       | 4      | 12          | 0          |
| M. De Sciglio  | 17       | 0       | 2           | 2          | 1            | 0            | 0            | 0            | 18       | 0      | 2           | 2          |
| M. Destro      | 15       | 3       | 2           | 0          | -            | -            | -            | -            | 15       | 3      | 2           | 0          |
| D. Di Molfetta | 1        | 0       | 0           | 0          | -            | -            | -            | -            | 1        | 0      | 0           | 0          |
| S. El Shaarawy | 18       | 3       | 3           | 0          | 1            | 0            | 0            | 0            | 19       | 3      | 3           | 0          |
| M. Essien      | 13       | 0       | 1           | 1          | 0            | 0            | 0            | 0            | 13       | 0      | 1           | 1          |
| G. Felicioli   | 1        | 0       | 0           | 0          | -            | -            | -            | -            | 1        | 0      | 0           | 0          |
| K. Honda       | 29       | 6       | 3           | 0          | 1            | 0            | 0            | 0            | 30       | 6      | 3           | 0          |
| D. López       | 28       | -42     | 2           | 1          | 0            | -0           | 0            | 0            | 28       | -42    | 2           | 1          |
| A. Mastalli    | 1        | 0       | 0           | 0          | -            | -            | -            | -            | 1        | 0      | 0           | 0          |
| H. Mastour     | 0        | 0       | 0           | 0          | 0            | 0            | 0            | 0            | 0        | 0      | 0           | 0          |
| J. Ménez       | 33       | 16      | 3           | 1          | 1            | 0            | 0            | 0            | 34       | 16     | 3           | 1          |
| P. Mexès       | 20       | 2       | 9           | 1          | 0            | 0            | 0            | 0            | 20       | 2      | 9           | 1          |
| R. Montolivo   | 10       | 0       | 1           | 0          | 2            | 0            | 0            | 0            | 12       | 0      | 1           | 0          |
| S. Muntari     | 16       | 2       | 5           | 0          | 1            | 0            | 0            | 0            | 17       | 2      | 5           | 0          |
| M. Niang       | 5        | 0       | 1           | 0          | 0            | 0            | 0            | 0            | 5        | 0      | 1           | 0          |
| G. Paletta     | 14       | 0       | 4           | 0          | -            | -            | -            | -            | 14       | 0      | 4           | 0          |
| G. Pazzini     | 26       | 4       | 2           | 0          | 2            | 1            | 0            | 0            | 28       | 5      | 2           | 0          |
| A. Poli        | 33       | 1       | 5           | 0          | 2            | 0            | 0            | 0            | 35       | 1      | 5           | 0          |
| A. Rami        | 21       | 1       | 5           | 0          | 1            | 0            | 1            | 0            | 22       | 1      | 6           | 0          |
| R. Saponara    | 1        | 0       | 0           | 0          | 0            | 0            | 0            | 0            | 1        | 0      | 0           | 0          |
| Suso           | 5        | 0       | 0           | 1          | 1            | 0            | 0            | 0            | 6        | 0      | 0           | 1          |
| F. Torres      | 10       | 1       | 1           | 0          | -            | -            | -            | -            | 10       | 1      | 1           | 0          |
| M. van Ginkel  | 17       | 1       | 3           | 0          | 1            | 0            | 0            | 0            | 18       | 1      | 3           | 0          |
| C. Zaccardo    | 3        | 1       | 0           | 1          | 0            | 0            | 0            | 0            | 3        | 1      | 0           | 1          |
| C. Zapata      | 12       | 0       | 1           | 1          | 1            | 0            | 1            | 0            | 13       | 0      | 2           | 1          |

## Giovanili

### Organigramma
Dal sito internet ufficiale della società.
- Responsabile tecnico: Filippo Galli
- Responsabile coordinamento operativo: Antonella Costa

Area organizzativa, tecnica e sanitaria – Primavera
- Dirigenti accompagnatori: Andrea Brambilla, Massimo Caboni, Giorgio Gaglio
- Tutor: Andrea Pecciarini
- Allenatore: Cristian Brocchi
- Vice allenatore: Alessandro Lazzarini
- Allenatore dei portieri: Beniamino Abate
- Medici: Alberto Calicchio, Marco Ferrario, Marco Freschi, Cristiano Fusi
- Fisioterapisti: Daniele Falsanisi, Andrea Marotta

Area organizzativa, tecnica e sanitaria – Berretti - Juniores
- Dirigenti accompagnatori: Flavio Lombardi, Giovanni Ratti
- Tutor: Andrea Pecciarini
- Allenatore: Stefano Nava
- Vice allenatore: Emanuele Pischetola
- Allenatore dei portieri: Beniamino Abate
- Medici: Alberto Calicchio, Marco Ferrario, Marco Freschi, Gabriele Thiebat
- Fisioterapista: Albino Rossetti

Area organizzativa, tecnica e sanitaria – Allievi Nazionali
- Dirigenti accompagnatori: Fiorenzo Fagioli, Giuseppe Viganò
- Tutor: Antonello Bolis
- Allenatore: Riccardo Monguzzi
- Vice allenatore: Simone Baldo
- Allenatore dei portieri: Valerio Fiori
- Medico: Cristiano Fusi
- Fisioterapista: Roberto Guzzo

Area organizzativa, tecnica e sanitaria – Allievi Lega Pro Divisione Unica
- Dirigente accompagnatore: Vincenzo Romito
- Tutor: Silvia Pasolini
- Allenatore: Alessandro Lupi
- Vice allenatore: Giuseppe Misso
- Allenatori dei portieri: Davide Pinato, Luigi Ragno
- Medico: Marco Ferrario
- Fisioterapista: Paolo Cerati

Area organizzativa, tecnica e sanitaria – Giovanissimi Nazionali
- Dirigenti accompagnatori: Dario Cominelli, Cesare La Penna
- Tutor: Marta Corbetta
- Allenatore: Omar Danesi
- Vice allenatore: Lodovico Costacurta
- Allenatori dei portieri: Davide Pinato, Luigi Ragno
- Medico: Vincenzo Matteo De Nigris
- Fisioterapista: Stefano Boerci

Area organizzativa, tecnica e sanitaria – Giovanissimi Regionali A
- Dirigenti accompagnatori: Salvatore Oliverio, Savino Toto
- Tutor: Antonello Bolis
- Allenatore: Walter De Vecchi
- Vice allenatore: Riccardo Galbiati
- Allenatori dei portieri: Francesco Navazzotti, Luigi Romano
- Medico: Giovanni Ravasio
- Fisioterapista: Sebastiano Genovese

Area organizzativa, tecnica e sanitaria – Giovanissimi Regionali B
- Dirigenti accompagnatori: Salvatore Baracca, Franco Fornasier
- Tutor: Fabio Grassi
- Allenatore: Roberto Bertuzzo
- Vice allenatore: Marco Merlo
- Allenatori dei portieri: Francesco Navazzotti, Luigi Romano
- Fisioterapista: Massimiliano Nazzani

Area organizzativa, tecnica e sanitaria – Esordienti 2003
- Dirigente accompagnatore: Franco Gravina
- Tutor: Fabio Grassi
- Allenatore: Luca Morin
- Vice allenatore: Walter Biffi
- Allenatori dei portieri: Francesco Navazzotti, Luigi Romano
- Fisioterapista: Davide Cornalba

Area organizzativa, tecnica e sanitaria – Esordienti 2004
- Dirigente accompagnatore: Alessio Vavassori
- Tutor: Fabio Grassi
- Allenatore: Marino Frigerio
- Vice allenatore: Giuseppe Vuono
- Allenatore dei portieri: Luigi Ragno
- Fisioterapista: Andrea Giannini

Area organizzativa, tecnica e sanitaria – Pulcini 2005
- Dirigenti accompagnatori: Sergio Aspesi, Giancarlo Casagrande, Giuseppe Liso, Daniele Rocca
- Tutor: Fabio Grassi
- Allenatore: Marino Magrin
- Vice allenatore: Giancarlo Volontieri
- Allenatore dei portieri: Luigi Ragno
- Fisioterapista: Massimo Marchesini

Area organizzativa, tecnica e sanitaria – Pulcini 2006
- Dirigente accompagnatore: Giorgio Morandi
- Tutor: Fabio Grassi
- Allenatore: Andrea Biffi
- Vice allenatore: Massimiliano Sorgato
- Allenatore dei portieri: Luigi Ragno
- Fisioterapista: Nicole Mantovanelli